# Lepidosauromorpha
Die Lepidosauromorpha sind ein Taxon der Reptilien bzw. Sauropsiden, das die Lepidosauria (Brückenechsen und Schuppenkriechtiere) einschließt sowie alle diapsiden Reptilien, die näher mit den Lepidosauria als mit den Archosauria (Krokodilen und Vögeln) verwandt sind. Dieses Taxon wird in erster Linie in der Paläontologie verwendet, da alle Subtaxa außerhalb der Lepidosauria ausgestorben sind.

## Merkmale
Im Gegensatz zu den Archosauriern behalten die Lepidosauromorphen die primitive Fortbewegung der frühen Tetrapoda durch die seitliche, schlängelnde Bewegung der Wirbelsäule bei. Sie entwickeln bereits im Oberen Perm ein Sternum, das aber eine andere Struktur und Funktion als das der Archosaurier hat und nicht homolog mit diesem ist. Das Sternum erweitert den Bewegungsspielraum der Vorderbeine. Außerdem behalten sie die spreizbeinige Stellung der Extremitäten und zeigen keine Tendenz sie unter den Körper zu stellen, wie es beispielsweise die Dinosaurier taten.

## Systematik
Zu den Lepidosauromorpha gehören neben den Schuppenechsen (Lepidosauria) die Vertreter aus der vollständig ausgestorbenen Gruppe Sauropterygia, die den Großteil der mesozoischen Meeresreptilien stellen, sowie einige weitere Vertreter aus dem Mesozoikum. Schwestergruppe der Lepidosauromorpha sind die Archosauromorpha. Unter der Annahme, dass die Schildkröten (Testudines) keine unabhängige Linie der Reptilienevolution darstellen und entweder den Lepidosauromorpha oder den Archosauromorpha zuzurechnen sind, bilden diese beiden Großgruppen die Reptilien-Kronengruppe.
- Lepidosauromorpha
  - Sauropterygia †
    - Placodontia †
    - Pachypleurosauria †
    - Nothosauria †
    - Plesiosauria †

  - Lepidosauriformes
    - Eolacertilia †
      - Icarosaurus †
      - Kuehneosaurus †

    - Lepidosauria

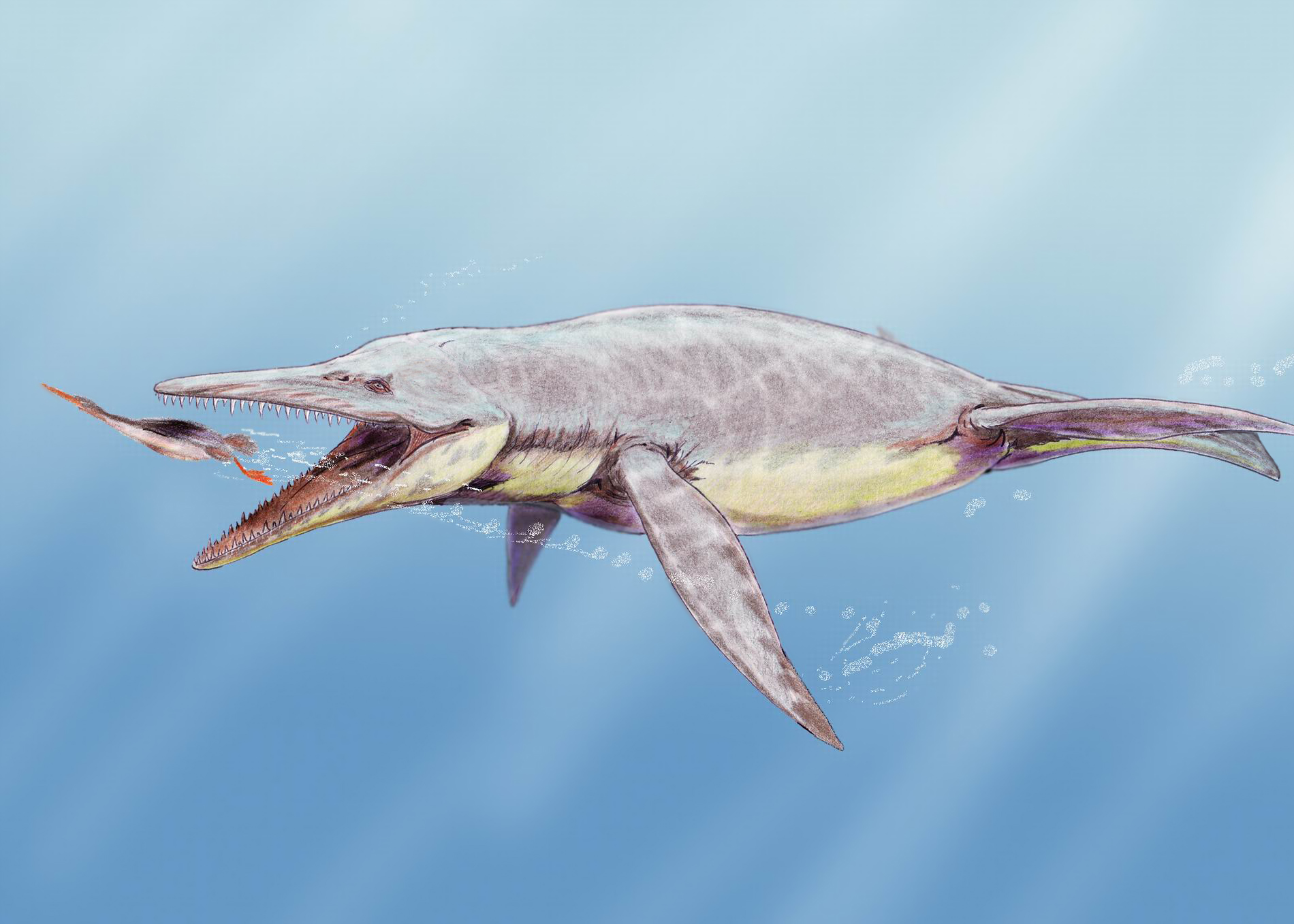
Brachauchenius, ein Pliosaurier der Ordnung Plesiosauria

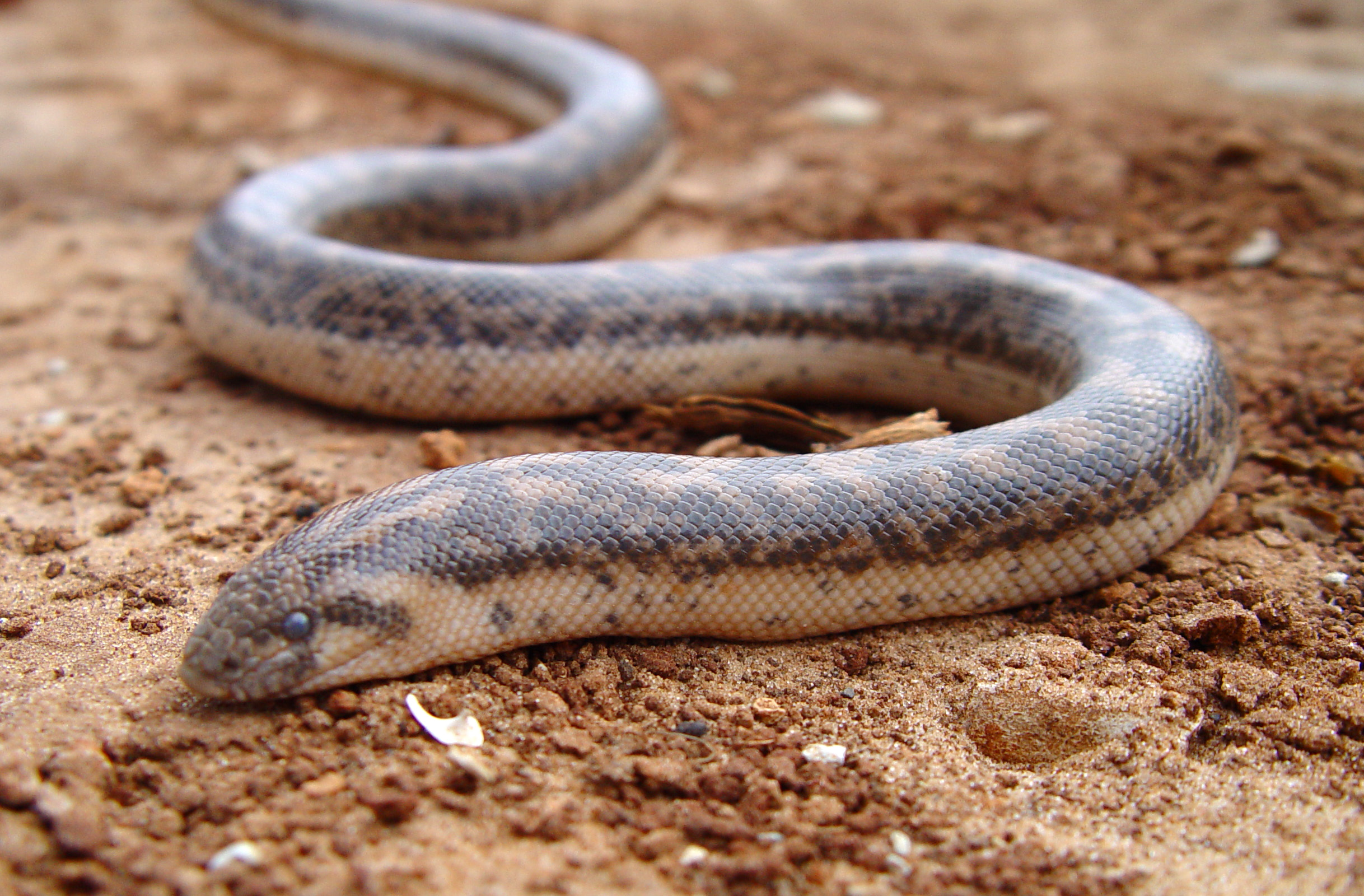
Westliche Sandboa
(Eryx jaculus)

      - Sphenodontia (mit den rezenten Brückenechsen)
      - Schuppenkriechtiere (Squamata)
        - Leguanartige (Iguania)
        - Geckoartige (Gekkota)
        - Skinkartige (Scincoidea)
        - Schleichenartige (Anguimorpha)
        - Schlangen (Serpentes)
        - Doppelschleichen (Amphisbaenia)
        - Schlangenschleichen (Dibamidae)